# POD (데이터 구조)
POD(Plain Old Data structure, 플레인 올드 데이터 스트럭처)는 객체지향 프로그래밍(object-oriented programming)의 오브젝트(object)가 아닌, 레코드(record)를 의미하는 말이다. PODS라고 쓰기도 하며, 패시브 데이터 스트럭처(passive data structure)라고 쓰기도 한다.
레코드는 변수들의 필드로 이루어진 데이터 구조로, 구조면에서 객체지향 프로그래밍의 오브젝트와 유사하나 객체지향 프로그래밍이 필요로 하는 필수 기능이 빠져 있다. 예를 들어 레코드에서는 변수들의 집합으로서  쓸 수 있으며 포인터를 이용한 함수 사용까지는 가능하나, 클래스의 상속이라던가 public, private 등의 변수 공개 여부를 지정하는 등 오브젝트로서의 기능이 없다.

## 참고 문헌
- Dictionary of Algorithms and Data Structures, Black, Paul E.; Vreda Pieterse (2007). "passive data structure"